# Чан Ван Нен
Чан Ван Нен (вьет. Trần Văn Nen, 6 августа 1927) — южновьетнамский велогонщик, выступавший на треке и шоссе. Участник летних Олимпийских игр 1964 года, двукратный бронзовый призёр летних Азиатских игр 1958 года.

## Биография
Чан Ван Нен родился 6 августа 1927 года.
В 1958 году завоевал две бронзовых медали на летних Азиатских играх в Токио — в групповой шоссейной гонке и гите на 1000 метров.
В 1964 году вошёл в состав сборной Южного Вьетнама на летних Олимпийских играх в Токио. Выступал в четырёх дисциплинах велоспорта.
В групповой шоссейной гонке на 194,8 км, финишировав в общей группе из 99 гонщиков, занял 90-е место с результатом 4 часа 39 минут 51,63 секунды, уступив победителю Марио Занину из Италии всего 2 десятых секунды.
В командной шоссейной гонке на 100 км сборная Южного Вьетнама, за которую также выступали Хюинь Ань, Нгуен Ван Кхой и Нгуен Ван Нган, заняла 31-е место среди 32 финишировавших команд, показав результат 3 часа 8 минут 59,35 секунды и уступив 42 минуты 28,16 секунды завоевавшим золото велогонщикам Нидерландов.
В гите на 1000 метров занял 25-е место среди 26 финишировавших, показав результат 1 минута 21,58 секунды и уступив 11,99 секунды победителю Патрику Серкю из Бельгии.
В индивидуальной гонке преследования на 4000 метров в 1/8 финала проиграл Скипу Каттингу из США, который его догнал.